# 2010年墨西哥灣漏油事故

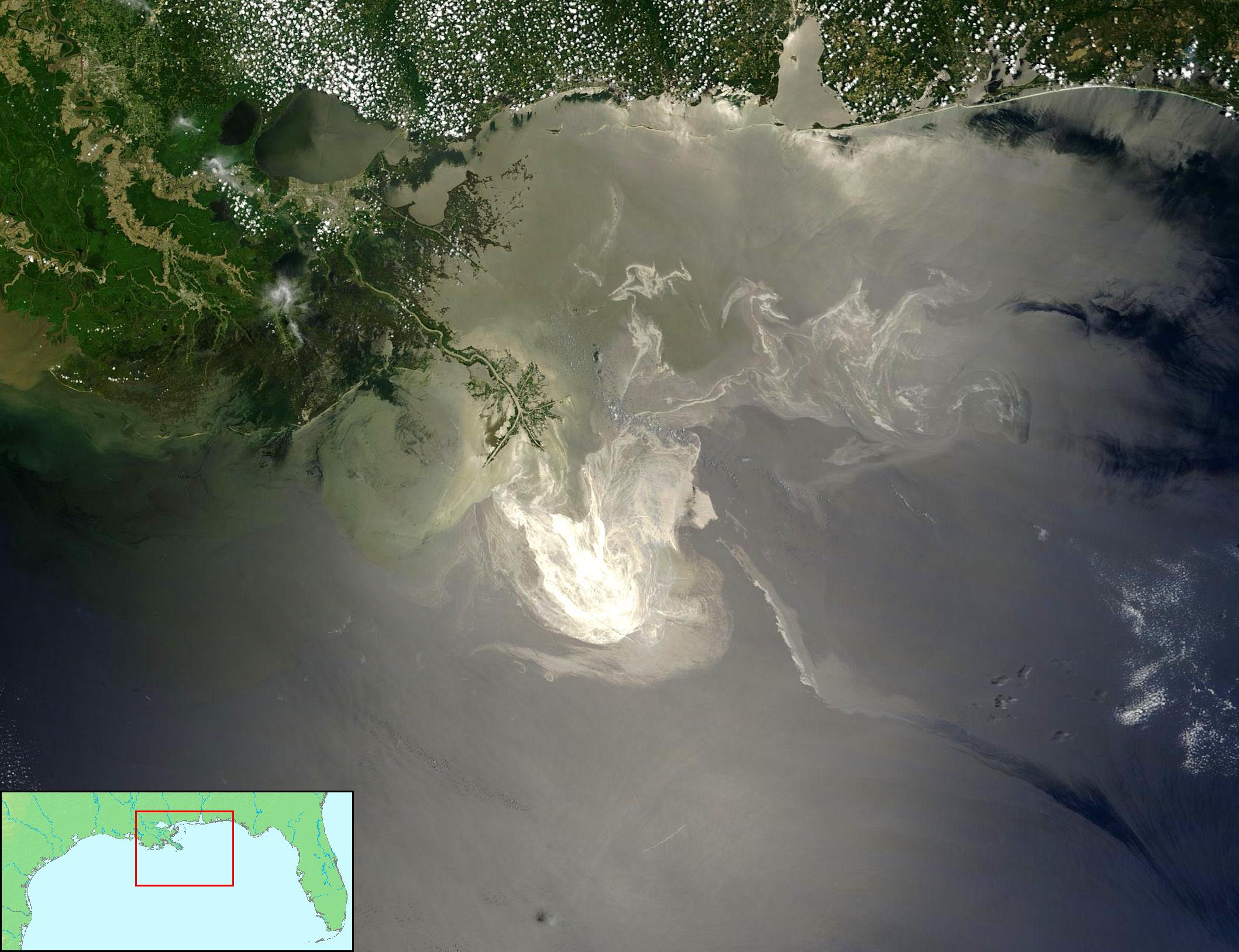
衛星照片，2010年5月24日

墨西哥灣漏油事件，又稱英国石油漏油事故或深水地平线漏油事件，是2010年4月20日發生的一起墨西哥灣外海油污外漏事件。起因是英國石油公司所租用的一個名為深水地平線（Deepwater Horizon）的深海鑽油平臺發生井噴並爆炸，導致漏油事故。意外導致了11名工作人員死亡及17人受傷。
據估計每天平均有12,000到100,000桶原油从深水地平线钻井平台下方的一口井涌入墨西哥湾。从2010年4月20日到7月15日之间，大约共洩漏了320万桶石油。導致至少2,500平方公里的海水被石油覆蓋着。專家們擔心此次漏油会導致一场環境災难影響多種生物。此次漏油还影響了當地的漁業和旅游業。這起事故也在2016年被改編成電影。

## 鑽油平台背景
發生事故的鑽油平台是可移動半潛船式，專門用於深海探勘。於事故發生時已服役了9年，且一直保持優良的工安紀錄。曾於2009年九月創下油井鑽探最深的世界紀錄。也由於該平台表現始終良好，故英國石油公司從2001年起，多次延長租約至2013年9月。

## 事件過程

船隻正在撲救大火

在4月20日晚上九時四十五分發生井噴，甲烷引發大火及爆炸，鑽油台很快就陷入火海中。事發當時，平台上有126位隸屬於不同公司的工作人員。大多數工作人員用救生艇撤離或由直升機救起，但有11名工作人員失蹤。美國海岸警衛隊進行72小時搜救，但仍未發現11人，故推定他們在爆炸中罹難。事發之後，多艘船艦參與撲滅大火，但沒有成功。鑽油台燃燒約36小時後，最終於4月22日早上沉沒。事故現場人員發現在沉沒當日的下午1時開始漏油，並繼續蔓延。英國石油公司估計，在最壞的情況下每日洩漏162,000桶（25,800立方米）原油。
美国海岸警卫队和海洋能源管理局在2011年9月公布的调查报告认为用于加固油井的水泥出现问题是原油泄漏的主要原因。马孔多油井在漏油事故发生前已存在预算超支、监测设备出现异常等问题。英国石油公司和哈利伯顿公司在实施油井水泥工程时，减少注入油井的水泥量以节约开支，造成油井安全出现问题。

## 影響

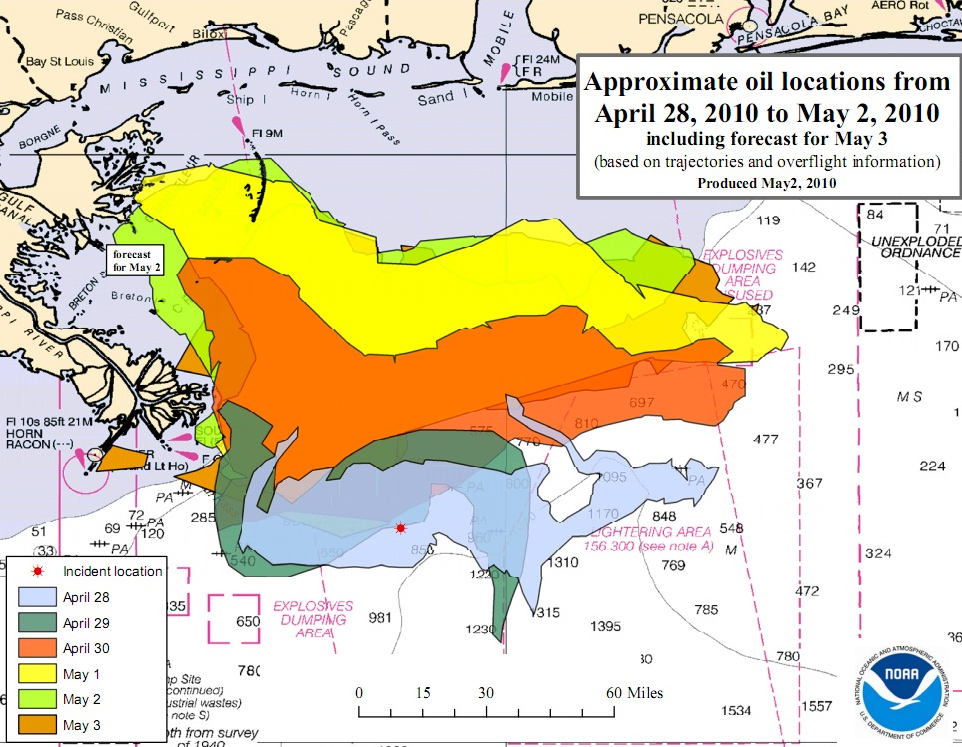
油污影響範圍，4月28日－5月2日

墨西哥灣漏油事故發生後，漏油事故附近大範圍的水質受到污染，不少魚類，鳥類，海洋生物以致植物都受到嚴重的影響，如患病及死亡等。路易斯安那州、密西西比州和阿拉巴馬州的漁業進入災難狀態，過半數受訪者，不滿意總統奧巴馬處理今次事故的表現。有官員指，至今墨西哥灣沿岸有超過300隻海鳥因為油污死亡。美國總統奧巴馬表示墨西哥灣漏油的影響如同911恐怖襲擊。
美國政府的在11月份的調查報告，指出有包含6104隻鳥類、609隻海龜、100隻海豚在內的動物死亡，這個數字可能包括了死於自然原因的動物，所有因深海漏油而死亡的數據斷定尚待時日。
美国海岸警卫队和海洋能源管理局的调查报告，建议开发一套测试钻井平台运行安全性的标准化程序；改进钻井平台的安全设计以防止可燃气体进入控制室；加强防爆阀门组等。报告还建议政府加强监管，要求运行方提供完备的油井控制报告，对深水钻井平台进行突袭式抽查。

## 後續發展
英國石油公司建造了一個期望能降到1500公尺海底深的4層樓高巨型「金鐘罩」，罩住漏油的地方，讓原油保留在金鐘罩裡，然後再抽回到海面上接應的油輪。但是深海水溫太低，導致金鐘罩內部累積了大量的冰晶，中途就無法正常運作，最后這項計畫宣告失敗。英國石油公司被美國聯邦政府要求成立一個200億美金的基金來處理這個事故。同年7月，籍的台灣除油船鯨魚號（A Whale）抵達墨西哥灣，在測試成功後投入海水油污清除作業，但因除油效果不佳，退出除油作業。
漏油數個月後，海水中高濃度甲烷被快速繁殖的深海嗜甲烷菌所吞滅，甲烷迅速地回歸正常值。
2012年11月，英國石油公司與美國達成和解，接受12.56億美元刑事罰款，另外提供23.94億美元支付給野生動物基金會用於環境補救行动及3.5億美元提供美國國家科學院。此外在未來三年向美國證交會支付5.25億美元 。
2015年10月6日，美國司法部宣布英國石油將以208億美元代價與美國政府和解，徹底解決此次漏油事故所有求償。該款項包括所有幾百個地方政府的求償，美國清水法案罰款，天然資源損害賠償在內所有政府相關求償內容。而208億美元的和解代價刷新了美國司法當局有史以來最大的單一個案和解金額。

## 電影
- ，2016年 [8]

## 外部連結
- 墨西哥灣鑽油台爆炸：化石燃料惹的禍 - 綠色和平（页面存档备份，存于）
- U.S. Government/BP/Transocean unified command site on the "Gulf of Mexico-Transocean Drilling Incident"（页面存档备份，存于）
- NOAA Deepwater Horizon Incident website
- Transcript of a firsthand account of a surviving petroleum engineer（页面存档备份，存于）
- CNN iReport. Upclose video of the fire
- GOES-13 satellite images (CIMSS Satellite Blog)（页面存档备份，存于）
- Realtime Pictures
- Mississippi's first class-action lawsuit filed over oil spill – Oil Spill – SunHerald.com (30 April 2010)
- Cases filed in Alabama matching "Transocean Offshore Deepwater Drilling, Inc." :: Justia Dockets & Filings（页面存档备份，存于）
- Cases filed in Florida matching "Transocean Offshore Deepwater Drilling, Inc." :: Justia Dockets & Filings（页面存档备份，存于）
- Cases filed in Georgia matching "Transocean Offshore Deepwater Drilling, Inc." :: Justia Dockets & Filings（页面存档备份，存于）
- Cases filed in Louisiana matching "Transocean Offshore Deepwater Drilling, Inc." :: Justia Dockets & Filings（页面存档备份，存于）
- Cases filed in Mississippi matching "Transocean Offshore Deepwater Drilling, Inc." :: Justia Dockets & Filings（页面存档备份，存于）
- Cases filed in Texas matching "Transocean Offshore Deepwater Drilling, Inc." :: Justia Dockets & Filings（页面存档备份，存于）
- 腾讯网：美国墨西哥湾石油泄漏事故专题（页面存档备份，存于）